# 1999 w muzyce
Wydarzenia muzyczne w 1999 roku.

## Wydarzenia
- powstał powermetalowy zespół DragonForce
- powstała amerykańska grupa muzyczna Comes with the Fall
- powstał amerykański zespół muzyczny Avenged Sevenfold
- powstał rosyjski duet t.A.T.u.
- powstał powermetalowy zespół Sabaton

## Urodzili się
- 3 stycznia – Tuuli, właśc. Tuulu Oikarinen fińska piosenkarka i wideoblogierka
- 4 stycznia – WizTheMc, właśc. Sanele Sydow, południowoafrykańsko-niemiecki piosenkarz, raper, autor tekstów i producent muzyczny
- 6 stycznia – Polo G, właśc. Taurus Tremani Bartlett,  amerykański raper, piosenkarz, autor tekstów i prezes wytwórni muzycznej
- 8 stycznia – Damiano David, włoski wokalista zespołu Måneskin
- 21 stycznia – Em Beihold, amerykańska piosenkarka i autorka tekstów
- 22 stycznia – Ravyn Lenae, amerykańska piosenkarka i autorka tekstów
- 24 stycznia – Niki, właśc. Nicole Zefanya, indonezyjska piosenkarka R&B
- 28 stycznia
  - HRVY, właśc. Harvey Leigh Cantwell, brytyjski piosenkarz, tancerz i prezenter telewizyjny
  - Jazeek, właśc. Jacek Obren Savic, niemiecki raper i autor tekstów
- 29 stycznia – Ibe, właśc. Ilmari Johannes Kärki, fiński raper
- 6 lutego – Albina Grčić, chorwacka piosenkarka
- 7 lutego – Bea Miller, amerykańska piosenkarka, autorka tekstów i aktorka
- 12 lutego – Jann, właśc. Jan Rozmanowski, polski piosenkarz i autor tekstów
- 16 lutego – Girl in Red, właśc. Marie Ulven Ringheim, norweska piosenkarka, autorka teksów i producentka muzyczna
- 19 lutego – Audrey Hobert, amerykańska piosenkarka i autorka tekstów
- 25 lutego
  - Rocky, południowokoreański piosenkarz, raper, tancerz, aktor i kompozytor, członek zespołu Astro
  - Jordan Adetunji, brytyjski raper, piosenkarz i autor tekstów
- 6 marca
  - Mateusz Krzyżowski, polski pianista
  - Rob49, właśc. Robert Coleman Thomas, amerykański raper
- 12 marca – Qry, właśc. Patryk Lubaś, polski raper i autor tekstów
- 14 marca – Sheldon Riley, australijski piosenkarz
- 25 marca – Iann Dior, właśc. Michael Ian Olmo, portorykańsko-amerykański raper, piosenkarz i autor tekstów
- 27 marca – Bletka, właśc. Aleksandra Bletek, polska piosenkarka i autorka tekstów
- 31 marca – Powfu, właśc. Isaiah Faber, kanadyjski raper, piosenkarz, autor tekstów i muzyk
- 2 kwietnia – Audrey Nuna, właśc. Audrey Chu, amerykańska piosenkarka i raperka
- 4 kwietnia – Mentissa, belgijska piosenkarka i autorka tekstów
- 9 kwietnia
  - Badchieff, niemiecki raper, DJ i producent muzyczny
  - Chiello, włoski piosenkarz i raper
  - Lil Nas X, właśc. Montero Lamar Hill, amerykański raper, piosenkarz i autor tekstów
- 20 kwietnia
  - Carly Rose Sonenclar, amerykańska piosenkarka i aktorka
  - Jeremi Sikorski, polski piosenkarz, tancerz i aktor
- 23 kwietnia – Laufey, właśc. Laufey Lín Bing Jónsdóttir, islandzka piosenkarka i autorka tekstów
- 3 maja – Ella Langley, amerykańska piosenkarka country i autorka tekstów
- 5 maja – 6 Dogs, właśc. Ronald Chase Amick, amerykański raper (zm. 2021)
- 11 maja – Sabrina Carpenter, amerykańska aktorka i piosenkarka
- 13 maja – Red Sebastian, właśc. Seppe Guido Yvonne Herreman, belgijski piosenkarz i autor tekstów
- 17 maja – Jillian Rossi, amerykańska piosenkarka i autorka tekstów
- 23 maja
  - Trinidad Cardona, amerykański piosenkarz R&B
  - Blanka Stajkow, polska piosenkarka i fotomodelka pochodzenia bułgarskiego
- 28 maja – Cameron Boyce, amerykański aktor, tancerz, piosenkarz i model (zm. 2019)
- 4 czerwca – Nicky Youre, amerykański piosenkarz i autor tekstów
- 10 czerwca – Blanche, właśc. Ellie Delvaux, belgijska piosenkarka i autorka tekstów
- 15 czerwca – Peso Pluma, meksykański raper i piosenkarz
- 18 czerwca:
  - Trippie Redd, amerykański raper, piosenkarz i autor tekstów
  - Willie Spence, amerykański piosenkarz (zm. 2022)
- 27 czerwca – Aitana, hiszpańska piosenkarka, autorka tekstów i modelka
- 28 czerwca – Viivi, fińska piosenkarka i autorka tekstów
- 6 lipca – Przyłu, właśc. Bartosz Przyłucki, polski raper
- 8 lipca – Nadir Rüstamli, azerski piosenkarz
- 15 lipca – Kenia Os, meksykańska piosenkarka i była youtuberka
- 16 lipca – Sara Bee, właść. Sara Mariam Beldjerd, fińska piosenkarka i autorka tekstów
- 17 lipca – Lisandro Cuxi, portugalsko-francuski piosenkarz pochodzący z Republiki Zielonego Przylądka[1]
- 18 lipca – Kinny Zimmer, właśc. Wiktor Jakowski, polski raper i autor tekstów
- 19 lipca – Krystian Ochman, polski piosenkarz i tenor
- 20 lipca – Pop Smoke, właśc. Bashar Barakah Jackson, amerykański raper i autor tekstów (zm. 2020)
- 23 lipca – Mortalcio, właśc. Patryk Baran, polski influencer, youtuber, piosenkarz i autor tekstów
- 28 lipca – GloRilla, właśc. Gloria Hallelujah Woods, amerykańska raperka
- 3 sierpnia – Nemo, szwajcarski raper, piosenkarz i muzyk
- 4 sierpnia – Michał Szczygieł, polski piosenkarz i autor tekstów
- 6 sierpnia – Lil Gotit, amerykański raper, piosenkarz i autor tekstów
- 13 sierpnia – Lennon Stella, kanadyjska piosenkarka i aktorka
- 17 sierpnia
  - Hi Hania, właśc. Hanna Puchalska, polska influencerka, youtuberka i piosenkarka
  - Unknown T, brytyjski raper
- 18 sierpnia
  - Majan, niemiecki raper
  - Noahfinnce, właśc. Noah Finn Adams, brytyjski piosenkarz, autor tekstów i youtuber
- 19 sierpnia – Salem Ilese, amerykańska piosenkarka i autorka tekstów
- 28 sierpnia – Luna, właśc. Aleksandra Katarzyna Wielgomas, polska piosenkarka i autorka tekstów
- 3 września – Rich Brian, indonezyjski raper i komik
- 7 września – Gracie Abrams, amerykańska piosenkarka i autorka tekstów
- 9 września:
  - Uudam, chiński piosenkarz ludowy
  - Bilal Hassani, francuski piosenkarz i youtuber
- 11 września – Julita Kusy – polska piosenkarka i autorka tekstów
- 18 września – Ronnie Ferrari, polski piosenkarz
- 20 września
  - ZillaKami, właśc. Junius Rogers, amerykański raper, piosenkarz i autor tekstów
  - Óscar Maydon, meksykański piosenkarz
- 21 września – Lizzy McAlpine, amerykańska piosenkarka i autorka tekstów
- 22 września – Klaudy, szwedzki piosenkarz i autor tekstów
- 23 września
  - Artemas Diamandis, brytyjsko-cypryjski piosenkarz, autor tekstów, kompozytor i producent muzyczny
  - Song Yuqi, chińska piosenkarka, autorka tekstów, tancerka i producentka muzyczna, członkini zespołu (G)I-DLE
- 24 września – Julia Rocka, polska piosenkarka, autorka tekstów, aktorka i kompozytorka
- 29 września – Choi Ye-na, południowokoreańska piosenkarka i aktorka
- 21 października – Sara Carreira, francusko-portugalska piosenkarka (zm. 2020)
- 25 października – Ciara Soccini, włoska piosenkarka i aktorka
- 27 października – Len Neefs, belgijski piosenkarz i aktor
- 5 listopada – Tucker Wetmore, amerykański piosenkarz country i autor tekstów
- 9 listopada – Karol Sevilla, meksykańska aktorka i piosenkarka
- 11 listopada – Samara Joy, amerykańska piosenkarka jazzowa
- 13 listopada – Lucio101, właśc. Lucas Rother, niemiecki raper
- 17 listopada – Young Igi, właśc. Igor Ośmiałowski, polski wykonawca trapu i autor tekstów
- 18 listopada
  - Aron Can, islandzki raper
  - Summrs, amerykański raper i piosenkarz
- 21 listopada – Isaiah Firebrace, australijski piosenkarz
- 26 listopada – Arsy Widianto, indonezyjski piosenkarz
- 27 listopada
  - Emma Muscat, maltańska piosenkarka i modelka
  - Maki, właśc. Ralph William Datoon, filipiński piosenkarz i autor tekstów
- 28 listopada – Gusti Irwan Wibowo, indonezyjski piosenkarz i autor tekstów (zm. 2025)
- 29 listopada
  - Ibe, fiński raper
  - Kamo Mphela, południowoafrykański tancerz i piosenkarz
- 5 grudnia – Masza Kondratienko, ukraińska aktorka, piosenkarka i blogerka
- 7 grudnia – Numidia, marokańsko-holenderska piosenkarka
- 9 grudnia
  - Aitch, brytyjski raper
  - Ares, fiński raper
- 15 grudnia – Anja Pokrow, rosyjska wideoblogerka i piosenkarka
- 17 grudnia – Holly Humberstone, brytyjska piosenkarka i autorka tekstów
- 18 grudnia – Seph Schlueter, amerykański piosenkarz, autor tekstów i muzyk
- 20 grudnia – Sleepy Hallow, jamajsko-amerykański raper, piosenkarz i autor tekstów
- 23 grudnia – Ege Zulu, fiński raper, piosenkarz i autor tekstów
- 25 grudnia – Dynoro, litewski DJ i producent muzyczny
- 26 grudnia – Aiko, właśc. Alona Szyrmanowa-Kostiebiełowa, czeska piosenkarka i autorka tekstów
- 28 grudnia – Svea, szwedzka piosenkarka i autorka tekstów

## Zmarli
- 1 stycznia – Stanisław Hadyna, polski kompozytor i dyrygent (ur. 1919)
- 2 stycznia – Rolf Liebermann, szwajcarski kompozytor (ur. 1910)
- 6 stycznia
  - Michel Petrucciani, francuski kompozytor i pianista jazzowy (ur. 1962)
  - Stanisław Santor, polski skrzypek; pierwszy mąż Ireny Santor (ur. 1922)
- 10 stycznia – Primož Ramovš, słoweński kompozytor (ur. 1921)
- 11 stycznia – Fabrizio De André, włoski poeta piosenkarz, kompozytor i autor tekstów piosenek (ur. 1940)
- 12 stycznia – Kazimierz Grześkowiak, polski pisarz, artysta estradowy, z wykształcenia filozof (ur. 1941)
- 15 stycznia – John Baker Saunders, amerykański basista rockowy (ur. 1954)
- 14 lutego – Behije Çela, albańska aktorka i pieśniarka (ur. 1925)
- 15 lutego – Big L, właśc. Lamont Coleman, amerykański raper (ur. 1974)
- 16 lutego – Necil Kazım Akses, turecki kompozytor (ur. 1908)
- 23 lutego – Ruth Gipps, angielska kompozytorka, pianistka, oboistka, dyrygentka (ur. 1921)
- 2 marca
  - David Ackles, amerykański piosenkarz, kompozytor, autor tekstów piosenek, także scenarzysta i dramaturg (ur. 1937)
  - Dusty Springfield, brytyjska piosenkarka popowa (ur. 1939)
- 4 marca – Miłosz Magin, polski kompozytor (ur. 1929)
- 12 marca – Yehudi Menuhin, amerykański wirtuoz skrzypiec i wiolonczeli, dyrygent (ur. 1916)
- 13 marca – Bidu Sayão, brazylijska śpiewaczka operowa (sopran) (ur. 1902)
- 16 marca – Antoni Rybka, polski chórmistrz (ur. 1918)
- 25 marca
  - Ryszard Bakst, polski pianista i pedagog (ur. 1926)
  - Władysław Walentynowicz, polski pianista, kompozytor, pedagog i działacz muzyczny (ur. 1902)
- 29 marca – Joe Williams, amerykański wokalista jazzowy i bluesowy (ur. 1918)
- 27 kwietnia
  - Al Hirt, amerykański trębacz jazzowy (ur. 1922)
  - Maria Stader, właśc. Maria Molnár, szwajcarska śpiewaczka operowa pochodzenia węgierskiego (sopran) (ur. 1911)
- 17 maja – Bruce Fairbairn, kanadyjski producent muzyczny (ur. 1949)
- 18 maja – Augustus Pablo, jamajski muzyk i producent muzyczny, znany twórca roots reggae i dub (ur. 1954)
- 22 maja – Marianne Schech, niemiecka śpiewaczka operowa (sopran) (ur. 1914)
- 26 maja – Paul Sacher, szwajcarski dyrygent i mecenas sztuki (ur. 1906)
- 5 czerwca – Mel Tormé, amerykański wirtuoz muzyki jazzowej, kompozytor, aranżer, dobosz, aktor oraz autor książek (ur. 1925)
- 26 czerwca – Bogumił Pasternak, polski kompozytor, aranżer i dziennikarz (ur. 1936)
- 27 czerwca – Einar Englund, fiński kompozytor (ur. 1916)
- 3 lipca – Mark Sandman, amerykański wokalista, autor tekstów, multiinstrumentalista; muzyk zespołu Morphine (ur. 1952)
- 5 lipca – Roman Iżykowski, polski kompozytor, muzykolog, pedagog (ur. 1912)
- 6 lipca – Joaquín Rodrigo, hiszpański kompozytor (ur. 1901)
- 11 lipca – Helen Forrest, amerykańska wokalistka jazzowa (ur. 1917)
- 22 lipca – Zbigniew Kaszkur, polski autor tekstów piosenek, poeta, satyryk, scenarzysta, publicysta, także dziennikarz (ur. 1927)
- 27 lipca – Harry Edison, amerykański trębacz jazzowy (ur. 1915)
- 29 lipca – Anatolij Sołowjanenko, ukraiński śpiewak operowy (tenor) (ur. 1932)
- 30 lipca – Renata Zisman, polska pianistka i pedagog żydowskiego pochodzenia (ur. 1921)
- 4 września – Klement Slavický, czeski kompozytor (ur. 1910)
- 8 września – Moondog, właśc. Louis Hardin, amerykański muzyk, kompozytor i poeta (ur. 1916)
- 10 września
  - Tadeusz Kaczyński, polski muzykolog, krytyk muzyczny, autor książek, patriota (ur. 1932)
  - Alfredo Kraus, hiszpański śpiewak operowy (tenor) (ur. 1927)
  - Zbigniew Szymonowicz, polski pianista, laureat 8 nagrody IV Międzynarodowego Konkursu Pianistycznego im. Fryderyka Chopina w Warszawie (ur. 1922)
- 14 września – Attila Bozay, węgierski kompozytor muzyki poważnej (ur. 1939)
- 4 października – Art Farmer, amerykański trębacz jazzowy (ur. 1928)
- 6 października – Amália Rodrigues, portugalska śpiewaczka fado (ur. 1920)
- 7 października – Karol Nicze, polski pianista grający muzykę klasyczną i rozrywkową (ur. 1944)
- 9 października – Milt Jackson, amerykański wibrafonista i pianista jazzowy (ur. 1923)
- 10 października – Roman Mackiewicz, polski dyrygent i kierownik muzyczny oper (ur. 1917)
- 21 października – Alfred Schütz, polski kompozytor i pianista, twórca melodii, m.in. „Czerwonych maków na Monte Cassino” (ur. 1910)
- 29 października – Jacek Regulski, polski muzyk, gitarzysta, członek zespołu Kat (ur. 1965)
- 31 października – Howard Ferguson, irlandzki kompozytor, pianista, pedagog i muzykolog (ur. 1908)
- 2 listopada – Suba, właśc. Mitar Subotić, serbski muzyk i kompozytor (ur. 1961)
- 8 listopada – Lester Bowie, amerykański trębacz jazzowy i kompozytor; członek zespołu Art Ensemble of Chicago (ur. 1941)
- 21 listopada – Marie Kraja, albańska śpiewaczka operowa (sopran liryczny) (ur. 1911)
- 3 grudnia – Scatman John, amerykański wokalista i pianista (ur. 1942)
- 4 grudnia – Edward Vesala, fiński perkusista, awangardowy kompozytor jazzowy, aranżer (ur. 1945)
- 10 grudnia – Rick Danko, kanadyjski muzyk rockowy (ur. 1942)
- 12 grudnia – Mieczysław Wróblewski, polski kompozytor, dyrygent (ur. 1904)
- 17 grudnia – Grover Washington Jr., amerykański saksofonista i flecista grający muzykę smooth jazz (ur. 1943)
- 24 grudnia – Tomasz Beksiński, polski dziennikarz muzyczny, prezenter radiowy (ur. 1958)
- 26 grudnia – Curtis Mayfield, amerykański muzyk soulowy, piosenkarz i gitarzysta (ur. 1942)
- 29 grudnia – Jerzy Waldorff, polski publicysta i krytyk muzyczny (ur. 1910)
- 30 grudnia – Lucyna Szczepańska, polska śpiewaczka operowa (sopran koloraturowy) i aktorka (ur. 1909)

## Albumy

### polskie
- 2TM2,3 – 2Tm2,3
- Amazing Atomic Activity – Acid Drinkers
- Negatywne wibracje – Afro Kolektyw
- Droga – Armia
- Pośród kwiatów i cieni – Artrosis
- Europa naftowa – Atmosphere
- Gdzie mieszka czas – Bank
- Takie chwile – Beat Squad
- Wszyscy święci – Big Cyc
- To była bardzo długa noc – Big Day
- Dziś są moje urodziny – The Best Of – Edyta Bartosiewicz
- Antologia 74-99 – Budka Suflera
- Greatest Hits II – Budka Suflera
- Graphite – Closterkeller
- AVE – Mirosław Czyżykiewicz
- Jedna na cały świat – Renata Dąbkowska
- Play – De Mono
- Minyło kilka lat... – Dohtor Miód
- Dżem w operze cz. 2 – Dżem
- Pójdę przez morze – EKT Gdynia
- Kiler-ów 2-óch – Elektryczne Gitary
- Moje Credo – Eleni
- Z archiwum X-lecia – Formacja Nieżywych Schabuff
- Gra – Robert Gawliński
- Golec uOrkiestra 1 – Golec uOrkiestra
- Hey – Hey
- Musisz to kupić – Hurt
- Kayah i Bregović – Kayah i Goran Bregović
- 3 – Ich Troje
- Nowy świat – Robert Janson
- Dzisiaj z Betleyem – Anna Maria Jopek
- Jasnosłyszenie – Anna Maria Jopek
- Las Maquinas de la Muerte – Kazik na Żywo
- Klincz – Klincz
- Gold – Kobranocka
- Szemrany – Koli
- Co zrobiłeś dla sprawy? – Konkwista 88
- 21 utworów na 21-lecie – KSU
- Koncertowa – Lady Pank
- Dzień Szaka-L’a (Bafangoo, część 2.) – Liroy
- Koncert – Madame
- 99 – Mafia
- Miłość w czasach popkultury – Myslovitz
- Pieprz – O.N.A.
- Jacek Kleyff – Piosenki – Orkiestra Na Zdrowie
- Kolejny krok – Paprika Korps
- Dziewczyny kontra chłopcy – Partia
- Płyta stereofoniczna – Cezary Pazura
- Całkiem nowe oblicze – Peja
- Śmigło – Perfect
- Ulice jak stygmaty – absolutne rarytasy – Pidżama Porno
- Na zawsze będzie płonął – Płomień 81
- Porter Band ’99 – Porter Band
- Made in U.S.A. – Proletaryat
- Kolędy i piosenki świąteczne – Krystyna Prońko
- Hormon – Renata Przemyk
- Baja Prog – Live in Mexico ’99 – Quidam
- Biała flaga – Republika
- Gold – Róże Europy
- Hate Rock – różni wykonawcy
- Mózg 5 lat – różni wykonawcy
- Platynowa płyta – Shakin’ Dudi
- Na koniec świata – Justyna Steczkowska
- Cierpienie i wypoczynek – Świetlicki/Trzaska
- Perły przed wieprze – Świetliki
- Antyidol – T.Love
- Słabo? – TPN 25
- TSA w Trójce akustycznie – TSA
- Nie idź do pracy – The Users
- Kalejdoskop – Voo Voo
- Koncert w Trójce – Voo Voo
- Nastukafszy... – Warszafski Deszcz
- Chleb powszedni – ZIP Skład

### zagraniczne
- Millennium – Backstreet Boys
- Christina Aguilera – Christina Aguilera
- Nothing Safe: Best of the Box – Alice in Chains
- Judgement – Anathema
- Surrender – The Chemical Brothers
- Believe – Cher
- Motion – The Cinematic Orchestra
- Euphoria Morning – Chris Cornell
- Afterglow – Crowded House
- 6:66 Satan’s Child – Danzig
- II – Days of the New
- The Contino Sessions – Death In Vegas
- No Angel – Dido
- Au cœur du stade – Céline Dion
- All the Way... A Decade of Song – Céline Dion
- ...And Then There Was X – DMX
- Chronic 2001 – Dr. Dre
- The Slim Shady LP  – Eminem
- Metropolis Pt. 2: Scenes from a Memory – Dream Theater
- IX Equilibrium – Emperor
- Europop – Eiffel 65
- Ruff Ryders’ First Lady – Eve
- Rev – Perry Farrell
- There Is Nothing Left to Lose – Foo Fighters
- Instrument Soundtrack – Fugazi
- Live Era ’87–’93 – Guns N’ Roses
- Live at Woodstock – Jimi Hendrix
- First Love – Hikaru Utada
- Woven Cord – Iona
- Synkronized – Jamiroquai
- Venni Vetti Vecci – Ja Rule
- Rouh Rouhi – Najwa Karam
- Cirkus. The Young Persons' Guide to King Crimson Live – King Crimson
- Issues – Korn
- Half Horse, Half Musician – Sean Lennon
- On the 6 – Jennifer Lopez
- Wonderful – Madness
- Hell On Stage – Manowar
- S&M – Metallica
- Blackout! – Method Man & Redman
- Dark Side of the Spoon – Ministry
- Play – Moby
- Alone – Modern Talking
- Alanis Unplugged – Alanis Morissette
- California – Mr Bungle
- Showbiz – Muse
- The Fragile – Nine Inch Nails
- Americana – The Offspring
- Stupid Dream – Porcupine Tree
- Antipop – Primus
- Greatest Flix III (VHS z teledyskami) – Queen
- Greatest Hits III – Queen
- The Battle of Los Angeles – Rage Against the Machine
- Californication – Red Hot Chili Peppers
- Have a Nice Day – Roxette
- Ryde or Die Vol. 1 – Ruff Ryders
- Supernatural – Santana
- Slipknot – Slipknot
- No Limit Top Dogg – Snoop Dogg
- …Baby One More Time – Britney Spears
- Brand New Day – Sting
- No. 4 – Stone Temple Pilots
- Crowning of Atlantis – Therion
- The Quiet Table – Three Fish
- World Coming Down – Type O Negative
- Act of Depression – Underoath
- The Lament of Gods (EP) – Varathron

## Muzyka Poważna
- Powstaje Capriccio Lukasa Fossa
- Powstaje Celebration Lukasa Fossa

## Nagrody
- Fryderyki 1999[2]
- Konkurs Piosenki Eurowizji 1999
  - „Take Me to Your Heaven”, Charlotte Nilsson
- 7 września – ogłoszenie zwycięzcy nagrody 1999 Technics Mercury Music Prize – Talvin Singh za album Ok[3]
- 26 listopada – Grand Prix Jazz Melomani 1998, Łódź, Polska